# The Haunted Palace
The Haunted Palace (en Argentina, El palacio encantado; en España, El palacio de los espíritus) es una película de terror de 1963 protagonizada por Vincent Price, Lon Chaney Jr y Debra Paget. Aunque se comercializó como The Haunted Palace of Edgar Allan Poe, la película en realidad se basa en El caso de Charles Dexter Ward de H. P. Lovecraft. El título se deriva de un breve poema de Poe de 1839, del que Price recita unas líneas en dos momentos.

## Argumento
En 1765 los habitantes de Arkham, Massachusetts, sospechan de los extraños fenómenos que rodean el gran "palacio" que domina la ciudad. Sospechan que el dueño del palacio, Joseph Curwen, es un brujo.
Una joven llega al palacio en un estado de trance. Joseph Curwen y su amante Hester la conducen a las mazmorras. La joven es sometida a un extraño ritual, en el que una criatura invisible emerge de un pozo cubierto. Los habitantes del pueblo observan a la joven alejarse y asaltan el palacio para enfrentarse a su dueño. Aunque la joven parece ilesa, los habitantes del pueblo suponen que ha sido hechizada para olvidar lo que le sucedió. Arrastran a Joseph Curwen hasta un árbol donde se disponen a quemarlo vivo. El líder de la mafia, Ezra Weeden, insiste en que no le hagan daño a Hester (con la que había estado previamente comprometido). Antes de ser quemado vivo, Joseph  Curwen maldice a Arkham, a sus habitantes y a sus descendientes, prometiendo resucitar de la tumba para vengarse.
En 1875, 110 años después, el tataranieto de Joseph Curwen, Charles Dexter Ward (Vincent Price), y su esposa Anne (Debra Paget) llegan a Arkham tras heredar el palacio. Encuentran la hostilidad de los habitantes y les preocupan las horribles deformidades que afligen a muchos de los habitantes de Arkham. Todo el mundo es hostil a Charles Ward, culpándolo de la maldición que provoca un alto número de mutantes en el pueblo. De hecho, la llegada de Mr. Charles Ward permite que el alma de su tataraabuelo Joseph Curwen tome posesión de su cuerpo y vuelva a las andadas para vengarse de los descendientes de los que lo quemaron.
Charles se sorprende de lo bien que parece conocer el palacio y le impacta su gran parecido con un retrato de Joseph Curwen. Él y Anne conocen a Simon, el conserje del palacio, quien los convence de quedarse allí y olvidar la hostilidad de los habitantes. Charles se obsesiona cada vez más con el retrato de Joseph Curwen y, a veces, parece cambiar de personalidad.
Charles y Anne se hacen amigos del médico local, Marinus Willet. Explica las circunstancias que rodearon la muerte de Curwen y que los habitantes del pueblo atribuyen las deformidades a la maldición. Les habla de un libro de magia negra, el Necronomicón, que se cree que Joseph Curwen poseía y que utilizó para invocar a los Dioses Antiguos Cthulhu y Yog-Sothoth. El plan de Joseph Curwen era aparear mujeres mortales con estos seres para crear una raza de superhumanos, lo que provocó las deformidades. Los habitantes del pueblo están aterrorizados de que Joseph Curwen haya regresado en la forma de Charles para buscar venganza. El Dr. Willet aconseja a Charles y Anne que abandonen el pueblo.
Charles parece estar bajo el control de algo e insiste en que se queden en Arkham. Una noche, Charles es poseído por el espíritu de Joseph Curwen y se reúne con otros dos brujos, Simon y Jabez, que también han poseído a sus descendientes. Planean continuar su obra y resucitar a Hester. El control de Joseph Curwen sobre Charles es limitado, y les dice a Simon y Jabez que Charles está luchando contra él.
Joseph Curwen comienza su venganza contra los descendientes. Uno de ellos, Édgar, descendiente de Ezra Weeden, tiene encerrado de por vida a su hijo en el desván de su casa por ser un monstruo como producto de la maldición de Joseph Curwen; Charles abre la puerta del desván, libera al monstruo y éste mata a su padre echándolo al hogar de la chimenea, muriendo quemados los dos. 
Después Charles ataca a Peter, descendiente de Micah Smith, arrojándole un líquido inflamable y prendiéndole fuego con una cerilla encendida. 
Joseph Curwen toma el control total de Charles e intenta violar a Anne, la cual busca la ayuda del Dr. Willet, a quien Joseph Curwen intenta convencer de que Anne está loca. Joseph Curwen y sus asociados logran resucitar a Hester.
Los habitantes del pueblo descubren el cadáver carbonizado de Peter Smith y asaltan el palacio. El Dr. Willet y Anne intentan rescatar a Charles y descubren una entrada secreta a las mazmorras. Son emboscados por Joseph Curwen, Simon, Jabez y Hester. Anne es ofrecida como compañera a la criatura del pozo, mientras los residentes irrumpen y comienzan a arrasar el palacio. El retrato de Joseph Curwen es destruido, rompiendo así el control de Joseph Curwen sobre Charles. Charles libera a Anne y luego insta al Dr. Willet a sacarla del palacio. Mientras los socios de Joseph Curwen capturan a Charles, el Dr. Willet saca a Anne del palacio en llamas. Regresa para rescatar a Charles y descubre que Simon, Jabez y Hester han escapado y lo han abandonado a su suerte. Charles y Willet apenas logran escapar de las llamas. Charles y Anne agradecen fervientemente a Willet por salvarles la vida. Sin embargo, es evidente que el alma de Joseph Curwen aún habita el cuerpo de Charles.

## Protagonistas
- Vincent Price: Charles Ward
- Lon Chaney Jr: Simon Orne
- Debra Paget:  Ann Ward
- Frank Maxwell: Dr.Willet
- Leo Gordon: Edgar Weeden
- John Dierkes: Benjamin West

## Producción
El decorado del pueblo de Arkham era bastante pequeño y se empleó una perspectiva forzada para hacerlo parecer más grande. Tanto la fachada del palacete como la mazmorra subterránea fueron luego empleados en El terror de Corman. Fue la primera película del director en emplear las nuevas lentes zoom, lo que supuso un problema pues obligaba a usar más luz de lo normal en el set de rodaje.
Francis Ford Coppola proporcionó diálogos adicionales para la película.

## Otras películas
- The Haunted Palace (llamada El palacio encantado en Argentina y El palacio de los espíritus en España) es la única adaptación del cuento  El caso de Charles Dexter Ward, de H.P. Lovecraft, dirigida por Roger Corman; las demás fueron sobre cuentos de Edgar Allan Poe realizadas entre 1960 y 1964:

1. La caída de la casa Usher (1960)
2. Pit and the Pendulum (1961)
3. La obsesión (1962)
4. Tales of Terror (1962)
5. El cuervo (1963)
6. The Masque of the Red Death (1964)
7. La tumba de Ligeia (1964)